# Tampere Open 1982
Il Tampere Open 1982 è stato un torneo di tennis facente parte della categoria ATP Challenger Series nell'ambito dell'ATP Challenger Series 1982. Il torneo si è giocato a Tampere in Finlandia dal 31 maggio al 5 giugno 1982 su campi in terra rossa.

## Vincitori

### Singolare
Peter Bastiansen ha battuto in finale  Steve Krulevitz con il punteggio di 3–6, 7–5, 6–2

### Doppio
Magnus Tideman /  Jörgen Windahl hanno battuto in finale  Stanislav Birner /  Francisco González con il punteggio di 6–4, 7–6